# Château de Noordpeene
Le château de la tour est situé sur la commune de Noordpeene, dans le département du Nord.

## Historique
En 1485, la famille de la Tour fait construire le château sur les bases d'un autre, plus ancien, détruit quelques années auparavant. Il est donc, sans doute, l'un des plus anciens de Flandre. La famille qui l'a érigé l'habite jusqu'en 1677, année de la bataille de la Peene. Louis Alexandre de la Tour vend alors son bien car il ne veut pas devenir français après la victoire de Louis XIV sur les troupes des Pays-Bas, de l'Espagne et de l'Angleterre, emmenées par Guillaume d'Orange.
En 1736, Joseph Duvet, riche bourgeois, devient propriétaire de l'ensemble. Il est le premier maire du village en 1790. 
Pendant la Seconde Guerre mondiale, une grande partie des boiseries est détruite par le feu alors que les Allemands sont dans les lieux. Le château est inscrit aux monuments historiques par arrêté de 2016.

## Description
Différentes époques de travaux sont perceptibles lors de la visite. Les douves de treize mètres de large entourent le parc de sept hectares. Reconstruite au XVIIIe siècle, la façade avant est percée de nombreuses ouvertures sur deux niveaux ; des « chiens assis » éclairent les combles agrémentés d'un fronton triangulaire sculpté au-dessus de la porte de l'entrée principale.
La façade arrière a conservé des parties en pierre de Cassel, en bas de mur.
Au XIXe siècle, Alexis Bafcop, peintre du tableau Le Carnaval de Cassel, a réalisé, sur les murs, les quatre peintures du salon représentant le jardin aux quatre saisons.
Les armoiries des « de la Tour » sont encore visibles sur le balcon de la façade avant.